# イマニヤスヒサ
イマニ ヤスヒサ（本名：今仁 靖久（読み同じ）、1975年5月22日 - ）は、日本のピン芸人。千葉県出身。ホリプロコム所属。

## 概要
1998年から2007年7月までお笑いコンビ『ビーム』のツッコミ担当として活動。解散後はピン芸人として活動するが、2008年4月21日放送の『バナナマンのバナナムーン』（TBSラジオ）において、バナナマン設楽統の誕生日企画のため一度再結成した。翌2009年の日村の誕生日にも、同番組で再び再結成している。
ボクサーや歴代横綱の宣材写真の真似をするという持ちネタ、町工場のおじさん風のキャラクターに扮したような漫談などがある。
バナナマンの日村勇紀とは仲が良く、普段から遊んだり休みに一緒に旅行に行ったりしていたが、先輩後輩関係の悪化により、現在ではあまり交流していないと、2014年3月7日の『バナナマンのバナナムーンGOLD』（TBSラジオ）で日村から語られていた。

## 出演

### テレビ番組
- SRS（フジテレビ）
- もしも（フジテレビ） - ペルーにて絵だけでコミュニケーション（本編内）、徐々に現代生活を禁止（2009年5月16日放送スペシャル）
- 伊集院光のばんぐみ（日本BS放送） - 準レギュラー
- お笑い図鑑 ハマヌキ（tvk）
- アリケン（テレビ東京、2009年6月20日）二代目上田晋也オーディション
- バナナ炎（TOKYO MX、2009年7月21日）
- IJP イジュウインパーク（TOKYO MX） - レギュラー
- アリなし〜アリケン★ゴールデンスタジアム〜（テレビ東京）- 2011年5月21日
- 業界用語の基礎知識 壇蜜女学園（5いっしょ3ちゃんねる共同制作、2013年1月8日 - 3月26日） - レギュラー（副担任役）
- 特捜警察ジャンポリス（テレビ東京）- 不定期出演（『トリコ選手権』の企画など）
- 安奈聖羅のクイズ永島石田（2018年、アイドル専門チャンネルPigoo）[1]

### ラジオ番組
- 伊集院光 日曜日の秘密基地（TBSラジオ）

### 映画
- 裁判長!ここは懲役4年でどうすか（2010年11月6日公開、豊島圭介監督） 後藤役

### 舞台
- EROFISH〜third〜（2022年2月11日 ‐ 4月1日（予定）、πTokyo）